# キーパンチャー

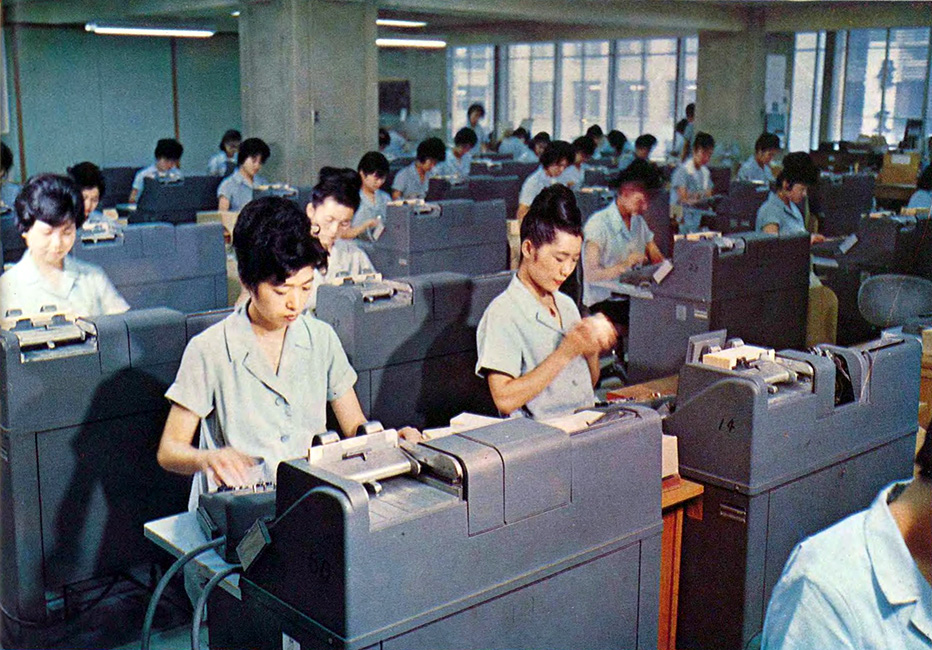
電電公社東京電信電話料金局で料金のパンチカードを作るキーパンチャー（1960年代）

キーパンチャーは、コンピュータで処理（情報処理）するためのデータを、入力する職業に従事する人、また、その技能を持った人。語としてはパンチカードにキー操作でパンチングする機械であるキーパンチ機に由来する。

## 概要
手書きの原稿などを元に、専用の入力機器で入力する作業者のこと。通常、入力（エンターあるいはエントリ）と検証（ベリファイ）の二つの工程を経る。結果にミスが無いようにしなければならないため、特にベリファイ担当者はかなりの集中力を必要とする。ベリファイ担当者となるためには、エントリ担当者として信頼を得られるまでの実務経験が必要である。
語としては、コンピュータへの主たる入力媒体がパンチカードであった時代の、キー操作でパンチングする機械であるキーパンチ機に由来する。
現在では、キーパンチャーよりもデータエントリーという名称が一般的に通じやすい。しかし、後者は一般的なアプリケーションソフトウェアへのデータの入力などの軽作業も含まれるので、厳密には少し意味が異なる。由来上、キーパンチャーと言う場合は、多量のデータを解釈することなく、見たまま入力する、という特殊技能的な作業を指す。キーパンチャーは通常、1時間に15,000タッチ以上の速さで入力ができ、中には20,000タッチを超える能力を発揮する人もいる。
最も典型的な例としては、手書きの売上伝票を見ながら品目コードと売上数量を入力する。手書きや目で見られる人間が扱える情報が、この段階を経て初めてコンピュータが扱える情報の形式へと変換された事になる。この作業の後、コンピュータによって紙テープやパンチカードはバッチ処理として後刻一括、売上集計計算などが行われる。バーコードが用いられるようになってから、この種の変換作業も減少されつつある。
「見たままのものをそのまま入力する作業」の観点から、コンピュータ（電子計算機）に係わる情報処理、データ処理やプログラミングなどに係わる技術者に比較して単純な作業であって、相対的に侮蔑の意を伴っていると誤解されないようにするために、特に求人においてキーオペレータという言葉も使われる。

## 労務・労使問題
腱鞘炎や頚肩腕症候群などの職業病にかかる人も少なくない。これらの障害を避けるため、頻繁な休息時間の割り当てや、適切な労務管理が求められている。
1980年代頃まではたくさんの専門職としてのキーパンチャーがいた。2025年現在は、技術の進歩によりキーパンチャーを必要とする機会が減少しつつある。その為、日本ではキーパンチャーの雇用が少なくなりつつある。